# Why (베이비복스의 음반)
《Why》는 대한민국의 여성 5인조 음악 그룹 베이비복스의 네 번째 정규앨범이다. 중국 진출을 꾀했던 베이비복스는 활동 영역을 넓혀 아시아권으로 진출하기 위해 일본의 안무가 사쿠마 히로유키가 안무지도를, 디자이너 이상봉이 의상 디자인을 했으며, 3집을 프로듀싱했던 김형석의 지도 아래 작업하였다.

## 활동
타이틀 곡은 ‘Why’로 'MBC 음악캠프'를 통해 첫선을 보였다. 7월부터는 ’배신’으로 후속곡 활동을 벌였고 10월에 활동을 종료했다. 4집 음반이 발매되고 보름만에 15만장을 팔아치웠다.

## 수록곡
| #            | 제목                            | 작사                                  | 작곡         | 편곡         | 재생 시간 |
| ------------ | ------------------------------- | ------------------------------------- | ------------ | ------------ | --------- |
| 1.           | 〈Why〉                         | 양재선                                | 김형석       |              | 3:28      |
| 2.           | 〈배신〉                        | 양재선                                | 김형석       |              | 3:43      |
| 3.           | 〈회상〉                        | 김형석, 후니훈                        | 김형석       | 김형석       | 3:37      |
| 4.           | 〈허락〉                        | 이현정                                | 신현아       | 곽영준       | 4:48      |
| 5.           | 〈Overlap〉                     | 조은희                                | 김형석       |              | 3:35      |
| 6.           | 〈LUX〉 (빛)                    | 신현아                                | 이현정       | 곽영준       | 4:04      |
| 7.           | 〈슬픈 별에서〉                 | 양재선                                | 김형석       |              | 4:45      |
| 8.           | 〈Bad Boy〉                     | 유은진                                | 방시혁       |              | 3:42      |
| 9.           | 〈올가미〉                      | 이현승                                | 조은희       |              | 3:28      |
| 10.          | 〈before sunrise....〉          | 조은희, 익명의 작사가 (가사공모 선정) | 이현승       |              | 3:40      |
| 11.          | 〈PATRON〉 (만화 건드레스 삽입) | 김남희                                | 원상우       |              | 3:52      |
| 12.          | 〈Why〉 (MR)                    |                                       |              |              | 3:28      |
| 총 재생 시간 | 총 재생 시간                    | 총 재생 시간                          | 총 재생 시간 | 총 재생 시간 | 44:50     |

## 참여
이 목록은 해당 앨범의 부클릿에서 발췌하였다.
| 베이비복스 - 김이지 - 리더, 서브 보컬, 메인래퍼 - 이희진 - 메인 보컬 - 심은진 - 리드 보컬 - 간미연 - 메인 보컬 - 윤은혜 - 서브 보컬 세션 - Sam Lee, 함춘호 - 기타 - 김조한, 이현정, 신연아, 김효수 - 코러스 - 허인창(엑스틴), 정재훈(Unity) - 랩 메이킹 - DJ 렉스 - 스크래치 - 차지니 - 객원 보컬(4) - John Button - 베이스 - 김형석 - 피아노 | 스탭 - 김형석 - 프로듀서, 디렉터 - 방시혁, 이현승, 원상우, 이주현 - 디렉터, 컴퓨터 프로그래밍 - 이현정 - 디렉터 - 곽영준 - 컴퓨터 프로그래밍 - 원창준 - 컴퓨터 프로그래밍, 녹음 - 최창필, 배진택, 조승재 - 녹음 - 한종진(소닉 코리아) - 마스터링 - 사꾸마 히로유키 외 - 안무 - 강현주 - 앨범 디자인 - 김대형 - 사진 - 원일권 - 컴퓨터 그래픽 - 김윤성 - 리믹스 - 최지훈, 노판복, 황승현, 신은섭, 김영배 - 매니지먼트 - 이상봉, 김수진, 오문선 - DR MUSIC - 이그제큐티브 프로듀서 |